# Mikey Palmice
Michael „Mikey Grab Bag” Palmice (d. 1999), interpretat de Al Sapienza, a fost un personaj fictiv în seria televizată distribuită de HBO, Clanul Soprano. 
În 1999 după ce a încercat împreună cu șeful său Junior Soprano să-l ucidă pe Tony Soprano, intențiile lui Mickey Palmice au ieșit la iveală iar astfel din ordinele lui Tony, Paulie Gualtieri și Christopher Moltisanti l-au prins pe Palmice în timp ce acesta făcea jogging și l-au fugărit printr-o pădure până ce în ultimă instanță au reușit să-l ucidă împușcându-l de mai multe ori.

## Crime comise
- Brendan Filone (1999)
- Ruty Irish (1999)
- Donnie Paduana (1999)